# Arbeiders-eenheid
Arbeiders-eenheid; orgaan voor de kernen in de bedrijven was een verzetsblad uit de Tweede Wereldoorlog, dat vanaf november 1943 tot en met februari 1945 in Amsterdam maandelijks werd uitgegeven. Het werd gestencild en gedrukt. De inhoud bestond voornamelijk uit opinie-artikelen.

## Oprichting
Direct na de bezetting van Nederland werd de syndicalistische vakcentrale het Nationaal Arbeids Secretariaat (NAS) ontbonden. Personen van het NAS begonnen toen, net als het Marx-Lenin-Luxemburg-Front (Marx-Lenin-Luxemburg-front|MLL-Front) (later Communistenbond 'Spartacus'), in de loop van 1942 met de uitgave van pamfletten en manifesten, speciaal gericht op de arbeiders in de bedrijven. In 1943 zochten het NAS en het MLL-Front contact met elkaar en met enkele Belgische geestverwanten om tot samenwerking te komen. Het eerste resultaat was een manifest dat in een oplage van 1000 exemplaren werd uitgegeven onder de titel 'Oproep tot Arbeiders-eenheid'. Deze oproep werd aanvankelijk alleen in Amsterdam verspreid, maar later ook in Rotterdam, de Zaanstreek, het Gooi en Twente. De Communistenbond 'Spartacus' was er in april 1944 toe overgegaan, naast de meer algemeen gestelde politieke geschriften, een periodiek geschrift uit te geven met de titel 'De Tribune', speciaal bestemd voor bedrijfsarbeiders. Hierin werd de zelfstandige organisatie en strijd van de bedrijfsarbeiders gepropageerd.

## Samenwerking en afsplitsing
De samenwerking tussen het NAS, MLL en andere organisaties resulteerden onder meer in de oprichting van het Comité Arbeiders Eenheid en daaraan gekoppeld de regelmatige uitgave van een maandschrift onder dezelfde titel. De consequentie daarvan was, dat 'Spartacus' besloot tot opheffing van 'De Tribune'. Naast leden van het comité was een vertegenwoordiger van een illegale bedrijfsgroep in de grafische vakken van Amsterdam in de redactie opgenomen. Het doel was de zelfstandigheid van de arbeiders per bedrijf op organisatorische grondslag te bevorderen. De samenwerking in comité en redactie was goed, ondanks het feit dat de principieel verschillende uitgangspunten van syndicalisten, anarchisten en marxisten bij de beoordeling van de artikelen vaak tot diepgaande debatten voerden.
Omstreeks november 1944 vonden besprekingen plaats van het comité met de Vonk-groep. Het comité werd uitgebreid met vertegenwoordigers van die groep. Wel werd de titel van het maandblad opnieuw veranderd; ditmaal in De bedrijfsraad; uitgave van Arbeiders-eenheid. Deze samenwerking liep echter weldra op niets uit. Hoewel de samenwerkende partijen zich wilden inzetten om georganiseerde bedrijfseenheid te propageren, bleek weldra dat de voorgestelde nieuwe titel voor de Vonk-groep wezenlijk iets anders betekende. Die groep wilde de zogenaamde functionele democratie invoeren: het vormen van bedrijfsraden, waarin arbeiders, technici, administrateurs en bedrijfsleidingen hun eigen vertegenwoordigers afzonderlijk afvaardigden. Nadat de samenwerking was mislukt, probeerde de Vonk-groep een eigen uitgave te handhaven. In februari 1945 gaf de groep een blad uit met ook de hoofdtitel 'De Bedrijfsraad', maar met een andere ondertitel: 'orgaan voor en van bedrijfsorganisatie; uitgave voor de verwezenlijking der economische democratie'. Het oorspronkelijk Comité Arbeiders Eenheid ging zonder de Vonk-groep verder.

## Opgeheven
Op 26 januari 1945 werd een van de redactieleden, J. Rees, oud-lid van het NAS, gearresteerd en na zes weken in de richting van Duitsland getransporteerd. Hij ontvluchtte in Lochem en nam in Enschede deel aan de uitgave van De bedrijfsgemeenschap, waarin echter het marxistische element ontbrak. Dat blad werd na de oorlog legaal voortgezet. 'De Bedrijfsraad' van het comité Arbeiders-Eenheid werd na de bevrijding opgeheven, omdat de Communistenbond 'Spartacus' betere mogelijkheden zag in de aanvankelijke Eenheidsvakbeweging. In februari 1945 was men eerst nog onder de vlag van het Comité Arbeiders-Eenheid overgegaan tot de uitgifte van een speciaal Rotterdams orgaan onder de titel 'De bedrijfsraad; uitgave van Arbeiders-eenheid'. Ook dit blad werd na de bevrijding niet voortgezet.

## Betrokken personen
- Jacques Rees